# 沙伊本哈特
沙伊本哈特（德語：Scheibenhardt，德語發音：[ˈʃaɪ̯bn̩ˌhaʁt]）是德国莱茵兰-普法尔茨州的一个市镇。该市镇总面积2.88平方公里，截至2023年12月31日总人口为599人。

## 历史
沙伊本哈特隔劳特河与法国沙伊伯纳德（Scheibenhard）相邻，二者本是同一个村庄，1815年，根据维也纳会议，劳特河以南的部分划分给法国，即今天法国的沙伊伯纳德。